# Тырновская конституция

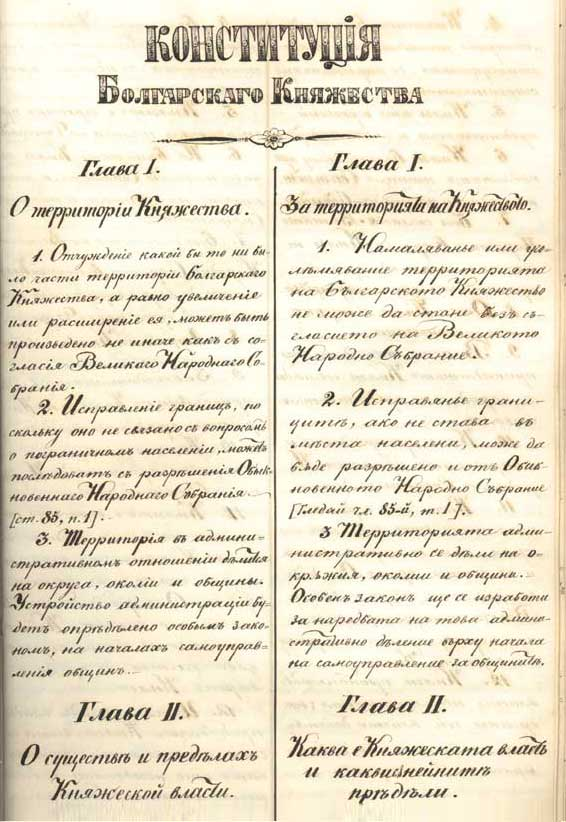
Первая страница рукописи Тырновской конституции (параллельные русский и болгарский текст)

Тырновская конституция (болг. Търновска конституция, официально Конституция Болгарского княжества, болг. Конституция на Българското княжество, принята 16 (28) апреля 1879 года) — первая конституция Болгарии (Княжество Болгария).
В разработке конституции принимали участие болгарские эмигранты с западноевропейским юридическим образованием. Принята учредительным Народным собранием в Велико-Тырново. Содержала значительные по тем временам ограничения княжеской власти (правительство было ответственно перед парламентом, депутаты неприкосновенны), допускала избрание князя. Требовала в случае вакансии престола коллективное регентство из трёх человек. Предусматривала разделение властей и официальный статус БПЦ.
В 1893 и 1911 годах при князе (c 1908 царе) Фердинанде I в конституцию были внесены поправки, усилившие власть монарха и ограничившие демократию. При Борисе III в мае 1934 года произошёл военный переворот, после чего действие конституции было фактически приостановлено.
Действовала до декабря 1947 года, когда образована Народная Республика Болгария.